# S.H.I.E.L.D.
Lo S.H.I.E.L.D. (Strategic Homeland Intervention, Enforcement and Logistics Division) è un'organizzazione immaginaria spionistica e antiterroristica.
Agenzia di intelligence internazionale dedita al mantenimento della pace e degli equilibri mondiali nell'Universo Marvel, lo S.H.I.E.L.D. è incaricato principalmente di combattere il terrorismo, di investigare eventi paranormali o soprannaturali neutralizzandoli qualora rappresentino una minaccia alla sicurezza, nonché di coordinare e monitorare l'attività superumana, dal momento che alcuni dei suoi agenti sono supereroi.
L'acronimo originale, "Supreme Headquarters, International Espionage, Law-Enforcement Division", è stato cambiato prima in "Strategic Hazard Intervention, Espionage Logistics Directorate" e successivamente in "Strategic Homeland Intervention, Enforcement and Logistics Division", in concomitanza con lo sviluppo del Marvel Cinematic Universe.

## Storia editoriale
Lo S.H.I.E.L.D. è stato introdotto nella serie antologica Strange Tales sull'onda del successo delle serie d'azione con agenzie d'intelligence dagli acronimi orecchiabili come Organizzazione U.N.C.L.E., principale fonte d'ispirazione di Stan Lee per l'ideazione dell'organizzazione. Il colonnello Nick Fury, precedentemente protagonista della testata sulla seconda guerra mondiale Sgt. Fury and his Howling Commandos, viene reinventato dalla Marvel come cinica spia con una benda sull'occhio e posto a capo dello S.H.I.E.L.D., di cui fanno parte anche diversi altri ex Howling Commandos, primo tra tutti il suo ex aiutante di campo Timothy "Dum-Dum" Dugan; il loro principale avversario è l'HYDRA, organizzazione terrorista dei nazisti fondata dal malvagio Barone Wolfgang von Strucker.
Già dalla prima apparizione lo S.H.I.E.L.D. viene presentato come un'entità attiva e preesistente con una sezione speciale per le armi che fa capo a Tony Stark e Fury in veste di direttore seppur subordinato al Consiglio Internazionale Supremo, composto da "metà dei leader del mondo libero". Nel corso degli anni di pubblicazione, a ogni modo, sono stati rivelati molti dettagli, talvolta discordanti, per riempire la labirintica storia dell'organizzazione. Stan Lee, spalleggiato da Jack Kirby, ha scritto la storia di ogni numero di Strange Tales fino al 152 (gennaio 1967), con la sola eccezione dei numeri 148 (settembre 1966) e 149 (ottobre 1966), rispettivamente sceneggiati dal solo Kirby e da Dennis O'Neil. Il numero 153 (febbraio 1967) viene scritto da Roy Thomas, mentre nel 154 (marzo 1967) questi viene affiancato da Jim Steranko, che diviene l'autore di punta della serie rendendola una delle più rivoluzionarie, innovative e acclamate della storia dei fumetti scrivendo tutte le storie della testata fino al numero 168 (maggio 1968), in seguito al quale lo S.H.I.E.L.D. smette di condividere Strange Tales con le storie del Dottor Strange ottenendo una propria serie: Nick Fury, Agent of S.H.I.E.L.D., composta da 15 albi (giugno 1968-novembre 1969) e seguita da tre ristampe di storie precedenti (novembre 1970–marzo 1971). Successivamente l'organizzazione spionistica e i suoi agenti compaiono come guest star in praticamente tutti i principali titoli legati all'Universo Marvel finché, circa vent'anni dopo la cancellazione della loro testata, gli viene dedicata la miniserie di sei numeri Nick Fury vs. S.H.I.E.L.D. (giugno–novembre 1988), immediatamente seguita da un secondo volume di Nick Fury, Agent of S.H.I.E.L.D., durato 47 numeri (settembre 1989-maggio 1993).
Nel maggio 1994 viene pubblicato lo one-shot Fury di Barry Dutter e M.C. Wyman, che esplora gli albori dello S.H.I.E.L.D. ricollegando tramite ret-con gli eventi delle serie precedenti, l'anno seguente Howard Chaykin e Corky Lehmkuhl realizzano una miniserie di quattro numeri intitolata Fury of S.H.I.E.L.D. (aprile-luglio 1995). Nel corso degli anni, lo S.H.I.E.L.D. è stato rappresentato, spesso tramite avventure in solitaria di Nick Fury, anche in numerosi graphic novel: Wolverine/Nick Fury: The Scorpio Connection (agosto 1989), Wolverine/Nick Fury: Scorpio Rising (ottobre 1994), Fury/Black Widow: Death Duty, Captain America/Nick Fury: Blood Truce (entrambe del febbraio 1995) e Captain America/Nick Fury: The Otherworld War (ottobre 2001).

## Storia
Lo S.H.I.E.L.D. è nato dai resti di una società segreta originatasi nell'Antico Egitto per respingere un'invasione aliena e di cui hanno fatto parte, nel corso dei millenni, alcuni dei personaggi più illustri della storia umana. Divenuto, in età moderna, un ente internazionale sotto la giurisdizione delle Nazioni Unite, dotato delle attrezzature tecnologicamente più avanzate al mondo e autorizzato da una legislazione dell'Assemblea generale a operare sul territorio di ognuna delle nazioni firmatarie (sebbene spesso sembri sottostare all'autorità del governo statunitense), lo S.H.I.E.L.D. ha da sempre tenuto rigorosamente segreta la propria esistenza anche ad altre agenzie d'intelligence, operando direttamente agli ordini di dodici anonimi leader mondiali detti "Consiglio Internazionale Supremo". Alla morte del primo direttore esecutivo, il colonnello Rick Stoner, la Casa Bianca raccomanda alle Nazioni Unite di nominare Nick Fury come suo successore. Sotto la direzione di Fury, l'agenzia spionistica si scontra con potenti organizzazioni criminali come l'HYDRA, l'A.I.M., lo Zodiaco e la Mano, iniziando inoltre a collaborare di frequente con supereroi del calibro di Capitan America, i Fantastici Quattro, Iron Man, gli X-Men, Wolverine, l'Uomo Ragno e i Vendicatori. Molti dei più grandi geni della Terra, come Hank Pym, Howard Stark, Tony Stark, Charles Xavier e Reed Richards, Leopold Fiz, Jemma Simmons, hanno inoltre messo le loro menti al servizio dello S.H.I.E.L.D. in numerose occasioni.
Una delle tecnologie più sofisticate dello S.H.I.E.L.D. sono i Life Model Decoy (LMD), androidi estremamente realistici utilizzati per sostituire le persone in imminente pericolo di essere uccise; tuttavia quando i LMD Modello Delta (i Deltite) sviluppano l'autocoscienza rimpiazzando autonomamente agenti altolocati sia dello S.H.I.E.L.D. sia dell'HYDRA, Fury intraprende una complessa operazione per neutralizzarli la quale si conclude positivamente ma provoca numerosi danni al personale e alle infrastrutture dell'organizzazione che, di conseguenza, viene dapprima smantellata e successivamente ricostruita sotto forma di una piccola task force al servizio delle Nazioni Unite e diretta personalmente da Nick Fury sebbene, poco dopo, torni a essere un'organizzazione spionistica su larga scala.
Dopo aver condotto una disastrosa guerra segreta non autorizzata a Latveria, Fury viene giudicato colpevole di alto tradimento e costretto a lasciare la direzione dello S.H.I.E.L.D. Su raccomandazione del Presidente degli Stati Uniti, la direzione dell'agenzia viene assegnata alla cinica Maria Hill, principalmente in quanto non rientra tra i "fedelissimi" di Fury.
Quando un'azione dei New Warriors a Stamford provoca 600 vittime e la distruzione di buona parte della cittadina, il governo degli Stati Uniti approva ufficialmente l'Atto di Registrazione dei Superumani che obbliga tutti i vigilanti mascherati a consegnare le proprie generalità al governo. La conseguente guerra civile dei superumani inasprisce notevolmente i rapporti tra lo S.H.I.E.L.D. e la comunità supereroistica, dal momento che l'organizzazione viene incaricata di arrestare i vigilanti contrari alla registrazione tramite le apposite unità caccia-maschere.
Al termine del conflitto Tony Stark viene nominato nuovo direttore dello S.H.I.E.L.D. su consiglio della stessa Hill, che diviene sua vice. Come direttore, Stark fa approvare alcune iniziative che lo portano a essere accusato di trattare l'agenzia di intelligence come una sussidiaria delle Stark Industries, sebbene di fatto si rivelino metodi efficaci per razionalizzarne l'organizzazione e sollevare il morale degli agenti.
All'inizio dell'invasione segreta degli Skrull, viene rivelato che la razza di alieni mutaforma ha infiltrato alcuni loro agenti tra le più alte cariche dello S.H.I.E.L.D. riuscendo, di conseguenza, a passare per anni inosservati e, prima di uscire allo scoperto, incapacitare l'agenzia sabotandone l'elivelivolo nell'area sopra il Triangolo delle Bermude. A causa di tutto ciò, una volta respinta l'invasione, Stark viene ritenuto colpevole di non averla prevenuta e dimesso dalla carica di direttore per incompetenza; come suo sostituto viene nominato Norman Osborn, che assume il controllo dell'Iniziativa dei 50 Stati e sostituisce lo S.H.I.E.L.D. con una nuova organizzazione: l'H.A.M.M.E.R., contraddistinta da una politica di tolleranza zero verso i supereroi e composta da ex agenti dell'HYDRA, reietti dello S.H.I.E.L.D. e membri dei Thunderbolts riassemblati in parte in una squadra black ops sotto il diretto controllo di Osborn, e in parte nel team degli Oscuri Vendicatori, sponsorizzati dall'H.A.M.M.E.R. e dal governo. Tutto ciò dà origine al periodo denominato "Regno Oscuro", che dura fino a quando Osborn prende d'assalto Asgard dando vita a un disastroso assedio e dimostrando al mondo intero di avere ormai perso il controllo.
In seguito all'arresto di Osborn l'H.A.M.M.E.R. viene smantellato e Capitan America viene incaricato dal governo di rifondare lo S.H.I.E.L.D. divenendone il nuovo direttore, incarico che successivamente affida a Nicholas Joseph Fury Sr., e in futuro al suo protetto Phil J. Coulson  e successivamente dopo la morte di quest'ultimo alla sua protetta Daisy Johnson (che considera come la figlia che non ha mai avuto). In seguito la carica di direttrice dello S.H.I.E.L.D. viene riassegnata a una vecchia amica di Nick Fury, Maria Hill.

## Struttura
All'interno dello S.H.I.E.L.D. gli agenti sono divisi per livelli che, oltre a indicarne il grado e l'importanza all'interno dell'organizzazione, ne definiscono la libertà d'azione e d'accesso alle informazioni d'intelligence. Esistono in tutto dieci livelli; tuttavia, oltre a Nick Fury, gli unici agenti a essere mai stati insigniti del "livello 10" sono Natasha Romanoff (Vedova Nera) e Daisy Johnson (Quake). La maggioranza degli agenti al servizio dello S.H.I.E.L.D. sono spesso selezionati da altre agenzie spionistiche o paramilitari, sebbene esistano anche appositi centri d'addestramento, detti accademie. Oltre ad arruolare comuni esseri umani, l'organizzazione vanta al suo interno anche un elevato numero di individui dotati di superpoteri, generalmente impiegati come superagenti o nella Divisione-Psi (composta unicamente da telepati), inoltre, collabora di frequente con vari supereroi.
Nonostante lo S.H.I.E.L.D. abbia un'enorme quantità di strutture segrete di varie dimensioni e case sicure sparse in tutto il mondo (28 delle quali note solo a Nick Fury), nonché un quartier generale ufficiale a New York, la sede principale dell'organizzazione sono gli Elivelivoli (Helicarrier), gigantesche portaerei volanti contenenti squadriglie di aerei da caccia, armate di missili balistici intercontinentali e perennemente tenute in volo tramite dispositivi antigravitazionali ideati dalle Stark Industries.

## Membri

### Direttori
Nel corso della storia dello S.H.I.E.L.D. la carica di direttore è stata assunta dai seguenti individui:
- Rick Stoner: primo direttore esecutivo noto[14]
- Nick Fury: secondo direttore esecutivo noto[2]
- Dum Dum Dugan: terzo direttore esecutivo noto[36]
- G. W. Bridge: quarto direttore esecutivo noto
- Sharon Carter (Agente 13): quinta direttrice esecutiva nota
- Maria Hill: sesta[17] e dodicesima[32] direttrice esecutiva nota
- Tony Stark (Iron Man): settimo direttore esecutivo noto[21]
- Norman Osborn: ottavo direttore esecutivo noto[26]
- Steve Rogers (Capitan America): nono direttore esecutivo noto[30]
- Phillip J. Coulson :decimo direttore esecutivo noto
- Daisy Johnson (Quake): undicesima direttrice esecutiva nota[31]

### Agenti
Stando a una stima di Capitan America svolta prima degli eventi di Civil War, lo S.H.I.E.L.D. ha oltre 3 000 agenti operativi in tutto il mondo:
- The Agent: Rick Mason
- Agente 1-16: Red
- Agente 9
- Agente 13: Sharon Carter
- Agente 14: Valentina Allegra de la Fontaine
- Agente 18: Jack Truman (Deathlok)
- Agente 19: Bobbi Morse (Mimo)
- Agente 22: Jasper Sitwell
- Agente 33: Kara Lynn Palamas
- Agente 60: Kuro Chin
- Agente 74
- Agente 223: Roger "Buddy" Juniper
- Agente 324: Judith Klemmer
- Agente Beefcake
- Agente Cheesecake
- Agente Crimson
- Agente E-23: Rosalind "Roz" Solomon
- Agente L
- Agente M
- Agente Orange: Roger Goshaw
- Val Ada
- Occhio di Falco
- John Allen Adams
- Paul Allen
- Dr. Ames
- Anderson
- Android X-4
- Earl Angstrum
- Harry Angstrum
- Artie
- Ashton
- A.U.T.O.F.A.C.
- Ken Avery
- Bainbridge
- Balaban
- Dexter Bancroft
- Ted Bailey
- Bradley Beemer
- Dr. Belgrade
- Yelena Belova (Vedova Nera)
- Cameron Bissett
- Sally Blevins (Skids)
- Boothroyd
- Abigail Brand
- John Bronson
- Laura Brown
- Bubba
- Barth Bukowski
- Mitch Carson
- Peggy Carter
- Stanley Carter (Mangiapeccati)
- Castigan
- Frank Chairmakers
- Clayton Claymore
- Edward Cobert (Gargantua)
- Jeff Cochren
- Izzy Cohen
- Colburn
- William Collins
- Condor
- Corbin
- Phil Coulson
- Alec Dalton
- Drew Daniels (Texas Twister)
- Edwin Darwin
- Carl Delandan
- Alex DePaul
- Phil Dexter
- Roger Dooley
- Jessica Drew (Donna Ragno)
- Stanley Dreyfuss
- Joanie "Nails" Eaton
- John Facchino
- Rigby Fallon
- E.B. Farrell
- David Ferrari (Answer)
- Fisher
- Leo Fitz
- Marvin Flumm (Mentallo)
- Nick Fury Jr.
- John Garrett
- Paul Garwood
- Gerrard
- Tom Gittes
- Giulietta
- Herrick Goldman
- Dr. Erik Gorbo
- Dean Haddad
- Jack Hart (Fante di cuori)
- Joseph Hauser
- Henry Hayes (Deathlok)
- Hazeltine
- Daimon Hellstrom
- Satana Hellstrom
- Dr. Gregory Herd (Override)
- Jordan Holiday
- Andrea Hope
- Hugh Howard
- James Howlett (Wolverine)
- Margaret Huff
- Jerry Hunt
- Horatio Huxley
- Jackson
- Brent Jackson
- Karl Janáček
- Johnson
- Gabe Jones
- Shera Joseph
- Kallebac
- Kelso
- Derek Khanata
- Sal Kennedy
- Helen Kim
- Veronica King
- Killdeer
- Kite
- Cameron Klein
- Knockabout
- Eric Koenig
- Ali Kokmen
- Kragg
- Kevin Kraller
- Bruno Kreah
- Kyle
- Sayuri Kyota (M-80)
- Jeremy Latcham
- Scott Niles Lawrence
- Shannon Lawrence
- Sidney "Gaffer" Levine
- Lilith
- Elizabeth Lockhart
- Jamie Madrox (Uomo Multiplo)
- Al MacKenzie
- Dr. Myron MacLain
- Adam Manna
- Dino Manelli
- Vic Marcus (Warwolf)
- Kirby Martell
- Tony Masters (Taskmaster)
- Melinda May (La Cavalleria)
- Chastity McBryde
- Mercedes Merced (Org)
- Ali Morales
- Danielle Moonstar
- Murray
- N'Gami
- N'Kantu (Mummia vivente)
- Noriko Nagayoshi
- David Nanjiwarra
- "Network" Nina
- Kate Neville
- Niles Nordstrom
- Brady O'Brien
- Eric O'Grady (Ant-Man)
- Jake Oh
- Frank Payne (Costrittore)
- Jeffery Parks
- Paulo
- Arthur Perry
- Alexander Pierce
- Pinky Pinkerton
- Mr. Postal
- Kitty Pryde (Shadowcat)
- David Purcell
- Pyle
- Clay Quartermain
- Radek
- Cliff Randall
- Rapture
- Inali Redpath
- Ratchvek
- Richard Rennselaer
- Frank Rhodes
- Buck Richlen
- Jack Rollins
- Natasha Romanoff (Vedova Nera)
- Chuck Rose
- Mickey Rossi
- Gail Runciter
- Rico Santana
- Heather Sante
- Ayna Sareva
- Constance Seagrum
- Erik Selvig
- Tia Senyaka
- Shrike
- Simon
- Jemma Simmons
- Gerald "Silcon" Simms
- Jakuna Singh
- John "Skul" Skulinowski
- Eugene Spandell
- Dwight Rollin Stanford
- Howard Stark
- Michael Stevenson
- S.U.L.T.A.N.
- Kenjiro Tanaka
- Mitchell Tanner (Warhawk)
- Neal Tapper
- Angel Tarnaki
- Kimberly Taylor
- Teresa
- Don Thomas (Blue Streak)
- Nate Thurman
- Taki
- Valerie Jessup Toomes
- Samantha Twotrees
- Steven Tyler
- Vamp
- Wendell Vaughn (Quasar)
- Kali Vries
- Grant Ward
- Jeremiah Warrick
- Seth Waters
- Kate Waynesboro
- Wild Bill
- Jonas Williams
- Wesley Williams
- Sam Wilson (Falcon)
- Jimmy Woo (Artiglio Giallo)
- Larry Young (Deathlok)

## Organizzazioni correlate

### A.R.M.O.R.
L'A.R.M.O.R. (Altered-Reality Monitoring and Operational Response) è un'agenzia gemella dello S.H.I.E.L.D. incaricata di supervisionare e combattere eventuali incursioni da dimensioni parallele su Terra 616, operato che svolge in tale segretezza da far sì che praticamente nessuno nell'Universo Marvel sia al corrente della sua esistenza. I suoi agenti amano dire che a confronto dell'A.R.M.O.R. "lo S.W.O.R.D. sembri lo S.H.I.E.L.D. e lo S.H.I.E.L.D. sembri l'ufficio postale". Dopo la fondazione dell'H.A.M.M.E.R., sono la sola agenzia che riesce a sfuggire alle mire di Norman Osborn.

### H.A.M.M.E.R.
L'H.A.M.M.E.R. è l'agenzia creata da Norman Osborn come rimpiazzo dello S.H.I.E.L.D. in seguito alla sua ascesa al potere dopo l'invasione segreta degli Skrull. L'organizzazione è costituita da ex agenti dell'HYDRA e dello S.H.I.E.L.D. nonché membri dei Thunderbolts riorganizzati in una squadra black ops e nel team degli Oscuri Vendicatori. L'acronimo "H.A.M.M.E.R." apparentemente non significa nulla, dato che quando la vice direttrice Victoria Hand ha domandato a Osborn il significato di tale sigla questi gli ha risposto che è sulla sua lista di cose da fare, mentre quando Sin viene catturata e chiede per cosa stia le viene semplicemente detto che è "confidenziale". L'H.A.M.M.E.R. viene smantellato dopo gli eventi dell'Assedio di Asgard.

### S.T.R.I.K.E.
Lo S.T.R.I.K.E. (Special Tactical Response for International Key Emergencies) è la controparte britannica dello S.H.I.E.L.D., con il quale non ha praticamente nessun contatto salvo che in casi di stretta necessità collaborativa dal momento che è attiva solamente nel Regno Unito. Inizialmente diretta da Tod Radcliffe, dopo la sua morte gli succede il commodoro Lance Hunter. L'organizzazione viene successivamente smantellata dal parlamento britannico.

### EuroM.I.N.D.
L'EuroM.I.N.D. (European Monitoring Investigation and Enforcement Division) è una sottosezione europea e autonoma dello S.H.I.E.L.D. diretta dal francese François Borillon incaricata di investigare gli eventi occulti nel Vecchio Continente. Viene successivamente assorbita da S.H.A.P.E. (Supreme Headquarters Allied Powers Europe).

### S.W.O.R.D.
Lo S.W.O.R.D. (Sentient World Observation and Response Department) è un'agenzia gemella/sottosezione dello S.H.I.E.L.D. incaricata di supervisionare e combattere eventuali minacce extraterrestri. Lo S.W.O.R.D. opera in maniera piuttosto autonoma da una stazione spaziale chiamata "Il Picco" (Peak) e, nonostante la sua eccentrica direttrice, Abigail Brand, sia di origine aliena (come molti altri membri) e vesta sempre con colori richiamanti l'HYDRA, la sua fedeltà alla Terra e allo S.H.I.E.L.D. è assoluta.

### W.A.N.D.
La W.A.N.D. (Wizardry, Alchemy and Necromancy Department) è una divisione dello S.H.I.E.L.D. incaricata di investigare, e eventualmente neutralizzare, minacce di origine magica, occulta o soprannaturale. La loro direttrice è Pandora Peters.

## Altre versioni

### Amalgam
Nell'universo Amalgam, lo S.H.I.E.L.D. (Strategic Hazard Intervention Espionage Logistics Directorate) è stato creato nella seconda guerra mondiale dal colonnello Nick Fury e dal generale Frank Rock. e tra i suoi agenti di punta conta: Bruce Wayne, Barbara Gordon Hardy (Black Bat), Dick Grayson (Moonwing), Tony Stark e Susan "Asso" Storm dei Quattro Fantastici Esploratori.

### House of M
Nella realtà alternativa di House of M, lo S.H.I.E.L.D. è diretto da Sebastian Shaw, mentre Wolverine ne è un agente altolocato di stanza a Genosha e a capo della Guardia Rossa della Casata di Magnus, composta dagli agenti: Rogue, Jessica Drew, Kurt Wagner, Mortimer Toynbee e Raven Darkhölme.

### Mutant X
Nella miniserie Mutant X, lo S.H.I.E.L.D. (Saviours of Humanity by Intervention in the Evolution of Life-form Deviants) è un violento gruppo anti-mutanti, guidata dal megalomane generale Fury.

### Ultimate
Nell'universo Ultimate, lo S.H.I.E.L.D. è un'agenzia di intelligence statunitense fondata durante la guerra del Golfo e il suo primo direttore è stato il generale Thunderbolt Ross che, in seguito alla pensione, è stato sostituito dal generale Nick Fury, che ha tentato invano di riaprire il programma Super Soldato incaricando Ray Parker, Bruce Banner, Franklin Storm e Henry Pym di riprodurre il siero che ha conferito i suoi poteri a Capitan America, ottenendo come unico risultato la morte dei coniugi Parker e la creazione di Hulk. Successivamente all'apparizione degli X-Men e di Spider-Man, lo S.H.I.E.L.D. li prende sotto la sua giurisdizione e forma un proprio supergruppo: gli Ultimates. Dopo la scomparsa di Fury a seguito della saga Potere Supremo, la leadership dello S.H.I.E.L.D. viene assegnata al capitano Carol Danvers. In seguito agli eventi di Ultimatum, Nick Fury fa ritorno e tenta di riappropriarsi del suo titolo non appena Danvers viene dimessa per via delle macchinazioni di Gregory Stark ma, dopo la morte di Spider-Man, il presidente assegna il ruolo a Marvin Flumm, in seguito spodestato da Monica Chang nel momento in cui Capitan America diventa il nuovo presidente. L'organizzazione viene smantellata dal governo dopo i disastrosi risultati ottenuti nel tentativo di arrestare l'attacco di Galactus.

## Altri media

### Marvel Cinematic Universe
Nel franchise del Marvel Cinematic Universe, lo S.H.I.E.L.D. riveste un ruolo chiave comparendo, direttamente o indirettamente, praticamente in tutti i film e in quasi tutte le serie televisive e i Marvel One-Shots. In tale versione, l'organizzazione, fondata al termine della seconda guerra mondiale dalle ceneri della Strategic Scientific Reserve (SSR), è la più potente agenzia d'intelligence degli Stati Uniti, seppur operativa in tutto il mondo, e risponde direttamente agli ordini del Consiglio di Sicurezza Mondiale.
- In Iron Man (2008) l'agente Phil Coulson tenta di contattare Tony Stark dopo la sua rocambolesca fuga dall'Afghanistan, nonché di arrestare Obadiah Stane assieme a una task force dello S.H.I.E.L.D.; nella scena dopo i titoli di coda inoltre Nick Fury contatta il protagonista per informarlo dell'"Iniziativa Vendicatori".
- Nel finale de L'incredibile Hulk (2008), Tony Stark contatta il generale Ross per conto dello S.H.I.E.L.D. rivelandogli che stanno mettendo assieme una "squadra".
- In Iron Man 2 (2010) lo S.H.I.E.L.D. infiltra la Vedova Nera nelle Stark Industries come segretaria per tenere d'occhio Tony dopo aver saputo che il dispositivo nel suo torace lo sta uccidendo e, per aiutarlo a trovare un nuovo elemento che lo sostituisca, Fury ordina di tenerlo agli arresti domiciliari sotto la supervisione di Coulson.
- In Thor (2011) Phil Coulson e un manipolo di agenti S.H.I.E.L.D. erigono un perimetro interdetto al pubblico nella zona dove precipita Mjolnir e, successivamente, assistono alla battaglia tra Thor e il Distruttore. Nella scena dopo i titoli di coda Nick Fury chiede al dottor Erik Selvig di studiare il Tesseract.
- Nel "Marvel One Shot" Il consulente (2011) viene mostrato come gli agenti Coulson e Sitwell abbiano incaricato Stark di infastidire il generale Ross e farlo desistere dall'inserire Abominio negli Avengers.
- In Captain America - Il primo Vendicatore (2011) lo S.H.I.E.L.D. ritrova Steve Rogers, rimasto congelato per quasi 70 anni, e lo risveglia al termine del film spiegandogli la situazione.
- In The Avengers (2012)[59] lo S.H.I.E.L.D. assembla una squadra di supereroi, gli Avengers, controllandola entro certi limiti.
- Nel "Marvel One Shot" Item 47 (2012) Bennie Pollack e Claire Wise, giovane coppia segnata dalle ristrettezze economiche, organizza una serie di furti dopo essersi impossessata di un'arma chitauriana attirando l'attenzione dello S.H.I.E.L.D., che ordina agli agenti Sitwell e Blake di recuperare l'arma e reclutare i due all'interno dell'organizzazione.
- Al termine del "Marvel One Shot" Agente Carter (2013) Peggy Carter viene invitata da Howard Stark a gestire lo S.H.I.E.L.D. assieme a lui.
- La serie televisiva Agents of S.H.I.E.L.D.[60] e trasmessa dal 2013 dalla ABC.[61] La serie TV è incentrata sullo S.H.I.E.L.D., in particolare sulle missioni della squadra di Phil Coulson per investigare e affrontare minacce di origine soprannaturale.
- In Captain America: The Winter Soldier (2014) Nick Fury, Captain America, la Vedova Nera, Maria Hill e Falcon scoprono che l'HYDRA si è infiltrata all'interno dello S.H.I.E.L.D. e lo espongono pubblicamente portando allo smantellamento dell'organizzazione.
- In Avengers: Age of Ultron (2015) Fury riunisce vari ex agenti S.H.I.E.L.D. per aiutare gli Avengers durante la battaglia di Sokovia.
- In Ant-Man (2015) viene rivelato che Hank Pym e Janet van Dyne sono stati entrambi agenti operativi dello S.H.I.E.L.D. durante la guerra fredda, sotto la guida di Howard Stark[62] e Peggy Carter.
- In Avengers: Infinity War (2018) viene citato solo nella scena post-credits da Maria Hill e Nick Fury.
- In Avengers: Endgame (2019) appaiono le due versione alternative dello S.H.I.E.L.D. del 1970 e del 2012.
- In Spider-Man: Far from Home (2019), un agente dello S.H.I.E.L.D., su ordine dello skrull Talos (sotto forma di Nick Fury), fornisce a Peter Parker una tuta nera invisibile in Europa.
- Lo S.H.I.E.L.D. compare anche nella serie animata What If...? (2021).
- Il Simbolo dello S.H.I.E.L.D. compare in un orologio appartenente a Laura Barton nella miniserie televisiva Hawkeye (2021).
- Lo S.H.I.E.L.D. ricompare nella miniserie televisiva Ms. Marvel (2022).

### Televisione
- Lo S.H.I.E.L.D. compare in un episodio della serie animata L'Uomo Ragno e i suoi fantastici amici.
- Nella seconda stagione della serie animata del 1994 Iron Man lo S.H.I.EL.D. compare.
- In nove episodi della serie animata Spider-Man - L'Uomo Ragno compare Nick Fury e la sua agenzia di sicurezza globale ribattezzata, in questa serie viene chiama nella versione in lingua italiana, lo "Scudo".
- Il film TV del 1998 Nick Fury, con David Hasselhoff nel ruolo del protagonista, è incentrato sulle operazioni anti-terroristiche dello S.H.I.E.L.D. e sulla loro guerra con l'HYDRA.
- Lo S.H.I.EL.D. è una presenza ricorrente della serie animata X-Men: Evolution.
- In Iron Man: Armored Adventures, lo S.H.I.E.L.D. è una presenza ricorrente.
- In Super Hero Squad Show compare lo S.H.I.E.L.D., di cui fa parte anche Ms. Marvel.
- Lo S.H.I.E.L.D. compare in quasi tutti gli episodi di Avengers - I più potenti eroi della Terra.
- In Ultimate Spider-Man la trama ruota intorno a un gruppo di giovani supereroi supervisionati dallo S.H.I.EL.D. e composto da: Spider-Man, Tigre Bianca, Power Man, Iron Fist e Nova.
- Lo S.H.I.E.L.D. compare in Avengers Assemble.
- Il gruppo compare Phineas e Ferb: Missione Marvel.
- Nella serie animata Hulk e gli agenti S.M.A.S.H. lo S.H.I.E.L.D. riveste un ruolo centrale.
- Lo S.H.I.E.L.D. compare nell'anime Disk Wars: Avengers.
- Lo S.H.I.E.L.D. compare anche nell'anime Future Avengers.

### Animazione
- Lo S.H.I.E.L.D. compare nel film d'animazione Ultimate Avengers e nel suo sequel Ultimate Avengers 2, entrambi prodotti dai Marvel Studios e distribuiti direttamente in home video da Lions Gate Entertainment nel 2006.
- Lo S.H.I.E.L.D. appare nel film anime Iron Man: Rise of Technovore.
- Lo S.H.I.E.L.D. appare anche nel film anime direct-to-video Avengers Confidential: La Vedova Nera & Punisher[63].

### Videogiochi
- In Marvel: La Grande Alleanza e nel suo sequel Marvel: La Grande Alleanza 2 lo S.H.I.E.L.D. compare in varie missioni.
- La versione Ultimate dello S.H.I.E.L.D. compare nel videogioco Spider-Man: Shattered Dimensions.
- In Marvel: Avengers Alliance il giocatore è una recluta dello S.H.I.E.L.D. alle prese con le sue prime missioni.
- Lo S.H.I.E.L.D. compare nel MMORPG Marvel Heroes.
- In LEGO Marvel Super Heroes compare lo S.H.I.E.L.D. mentre gli agenti Phil Coulson e Maria Hill sono personaggi giocabili.
- Lo S.H.I.E.L.D. appare nel videogame Disney Infinity 2.0: Marvel Super Heroes.